# Nachal Geršom
Nachal Geršom (hebrejsky: נחל גרשום) je krátké vádí v Horní Galileji, v severním Izraeli.
Začíná v nadmořské výšce okolo 300 metrů na jihovýchodních svazích pahorku Har Zemer, cca 2 kilometry jižně od vesnice Ramot Naftali, poblíž lokální silnice 886, která z Ramot Naftali vybíhá k východu. Jde o region hor Naftali, respektive náhorní terasy Bik'at Kedeš, která východně odtud prudce klesá podél severojižně orientovaného terénního zlomu do údolí řeky Jordán. Vádí tento terénní stupeň překonává hluboce zaříznutým kaňonem, kterým směřuje k jihovýchodu, přičemž míjí z jihu vrcholek Keren Naftali, ze severu kopec Har Geršom, a klesá do Chulského údolí, kde jeho tok končí v bažinaté oblasti původního jezera Chula. Údolí Nachal Geršom je turisticky využívané. Vede sem turistická značená stezka z vesnice Sde Eli'ezer v Chulském údolí. Poblíž dolního konce vádí se nachází archeologická lokalita Ejnan (עינן), kde je velký pramen a zbytky mlýna z osmanského období. Archeologové zde odhalili stopy po starověkém osídlení se čtyřmi sídelními vrstvami z období 8000-1000 let před naším letopočtem. V jednom ze zdejších hrobů byly nalezeny lidské a psí kosti a usuzuje se, že může jít o jeden z raných příkladů domestikace psa.